# Élections législatives arubaines de 2001
Les élections législatives arubaines de 2001 se déroulent le 28 septembre 2001 à Aruba. Elles donnent lieu à une alternance, le Mouvement électoral du peuple remportant la majorité absolue des sièges. Son chef Nelson Oduber remplace Henny Eman au poste de Ministre-président d'Aruba.

## Système politique et électoral
L'île d'Aruba est une île néerlandaise des caraïbes organisée sous la forme d'une monarchie parlementaire. L'île forme un État du Royaume des Pays-Bas à part entière depuis qu'elle s'est séparée des Antilles néerlandaises en 1986. La reine Béatrice en est nominalement le chef de l'État et y est représenté par un gouverneur.
Le parlement est monocaméral. Son unique chambre, appelée États d'Aruba, est composée de 21 députés élus pour 4 ans selon un mode de scrutin proportionnel plurinominal dans une unique circonscription. Les États d'Aruba nomment le Ministre-président et les sept membres du Conseil des ministres qu'il dirige. Ce même Ministre-président propose au souverain un gouverneur d'Aruba, représentant de la couronne nommé pour six ans.

## Résultats
|                          |                                                |        |       |       |        |               |  |  |  |
| Partis                   | Partis                                         | Voix   | %     | +/-   | Sièges | +/-           |  |  |  |
|                          | Mouvement électoral du peuple (MEP)            | 25 172 | 52,48 | 8,95  | 12     | 3             |  |  |  |
|                          | Parti populaire arubais (AVP)                  | 12 749 | 26,58 | 16,95 | 6      | 4             |  |  |  |
|                          | Parti patriotique arubain (PPA)                | 4 598  | 9,59  | 5,00  | 2      | 2             |  |  |  |
|                          | Organisation libérale d'Aruba (OLA)            | 2 713  | 5,66  | 3,23  | 1      | 1             |  |  |  |
|                          | Alliance démocratique d'Aruba (ALIANSA)        | 1 666  | 3,47  | Nv    | 0      | en stagnation |  |  |  |
|                          | Concentration pour la libération d'Aruba (CLA) | 540    | 1,13  | Nv    | 0      | en stagnation |  |  |  |
|                          | Alliance démocratique nationale (ADN)          | 531    | 1,11  | 1,33  | 0      | en stagnation |  |  |  |
|                          |                                                |        |       |       |        |               |  |  |  |
| Votes valides            | Votes valides                                  | 47 969 | 98,77 |       |        |               |  |  |  |
| Votes blancs et nuls     | Votes blancs et nuls                           | 596    | 1,23  |       |        |               |  |  |  |
| Total                    | Total                                          | 48 565 | 100   | -     | 21     | en stagnation |  |  |  |
| Abstentions              | Abstentions                                    | 8 052  | 14,22 |       |        |               |  |  |  |
| Inscrits / participation | Inscrits / participation                       | 56 617 | 85,78 |       |        |               |  |  |  |